# AvtoVAZ
AvtoVAZ (rus. АвтоВАЗ) je ruski proizvođač automobila, ranije poznat kao Vaz: Volzhsky avtomobilny zavod (ВАЗ, Волжский автомобильный завод), ali u svijetu bolje poznat pod trgovačkim nazivom Lada. Tvrtka je osnovana u kasnim šezdesetima u suradnji s Fiatom. AvtoVAZ je najveća tvrtka u ruskoj automobilskoj industriji. U 25% su vlasništvu francuskog proizvođača automobila Renaulta. Sjedište joj se nalazi u gradu Toljatiju u europskom dijelu Rusije.
Tvrtka proizvodi gotovo milijun automobila godišnje, uključujući modele Lada Kalina, Lada Niva i off-road vozila. U prošlosti, najpoznatiji modeli bili su: Lada Nova (VAZ2105) i Lada Samara (VAZ-2108/VAZ-2109). Ali sada se, umjesto Lade Nova, proizvodi isti model VAZ-2107 za domaće tržište, a umjesto Lade Samare, isti model VAZ-2114/VAZ-2115. Lada Largus je posljednji model koji je izrađen od strane ove tvrtke. Prvi model bio je VAZ-2101.
VAZ-ova tvornica je jedna od najvećih u svijetu, s više od 140 km proizvodnih traka.

## Vanjske poveznice
- Službene stranice Lade (rus.)